# Narcellus
Genre
Synonymes
- Cranellus Roewer, 1932 nec Tobias, 1844

Narcellus est un genre d'opilions laniatores de la famille des Manaosbiidae.

## Distribution
Les espèces de ce genre sont endémiques des Petites Antilles. Elle se rencontre à Trinité-et-Tobago et à la Grenade.

## Liste des espèces
Selon World Catalogue of Opiliones (23/09/2021) :
- Narcellus balthazar (Roewer, 1932)
- Narcellus montgomeryi (Goodnight & Goodnight, 1947)

## Systématique et taxinomie
Ce genre a été renommé Narcellus par Kury et Alonso-Zarazaga en 2011 car le nom Cranellus Roewer, 1932 est préoccupé par Cranellus Tobias, 1844.

## Publications originales
- Kury & Alonso-Zarazaga, 2011 : « Addenda and corrigenda to the Annotated catalogue of the Laniatores of the New World (Arachnida, Opiliones). » Zootaxa, no 3034, p. 47–68.
- Roewer, 1932 : « Weitere Weberknechte VII (7. Ergänzung der: "Weberknechte der Erde", 1923) (Cranainae). » Archiv für Naturgeschichte, (N.F.), vol. 1, p. 275–350.